# Ulster Lake
Ulster Lake är en sjö i Kanada.   Den ligger i Kenora District och provinsen Ontario, i den sydöstra delen av landet, 1 400 km väster om huvudstaden Ottawa. Ulster Lake ligger 369 meter över havet. Arean är 1,5 kvadratkilometer. Den sträcker sig 2,7 kilometer i nord-sydlig riktning, och 2,0 kilometer i öst-västlig riktning.
I omgivningarna runt Ulster Lake växer i huvudsak blandskog. Trakten runt Ulster Lake är nära nog obefolkad, med mindre än två invånare per kvadratkilometer.